# Kenema
Kenema es un municipio (chiefdom) del distrito de Kenema en la provincia del Este, Sierra Leona, con una población con una población censada en diciembre de 2015 de 200 443 habitantes.
Se encuentra ubicado al este del país, cerca de la frontera con Liberia y del río Moa.
Kenema es una de las ciudades con mayor diversidad étnica de Sierra Leona. Como la mayor parte de Sierra Leona, el idioma krio del pueblo criollo de Sierra Leona es el idioma más hablado.
La ciudad está gobernado por un ayuntamiento elegido directamente por el alcalde, cuya autoridad ejecutiva está investida, y que es responsable de la gestión general de la ciudad. El alcalde y los concejales son elegidos cada cuatro años. El alcalde actual de Kenema es Thomas Karimu Baio del Partido Popular de Sierra Leona. Karimu Baio fue elegido alcalde con el 79,4 % de los votos en las elecciones a la alcaldía de Kenema de 2018. Kenema es un bastión político abrumador del Partido Popular de Sierra Leona, el actual partido gobernante nacional en Sierra Leona.
Como en el resto de Sierra Leona, el fútbol es, con mucho, el deporte más popular de la ciudad. Kamboi Eagles, un club de fútbol profesional con sede en Kenema, representa a la ciudad en la Liga Premier Nacional de Sierra Leona.
Kenema es conocida como la ciudad natal de algunas de las más grandes estrellas del fútbol internacional de Sierra Leona, incluido el atleta más conocido del país, la estrella de fútbol retirada Mohamed Kallon. Otros futbolistas internacionales notables incluyen al mejor delantero actual del país, Kei Kamara, y las estrellas de fútbol retiradas Paul Kpaka, Kemokai Kallon y Musa Kallon.
El crecimiento de Kenema fue promovido originalmente por las industrias maderera y carpintera, que estaban unidas a la ciudad por el ferrocarril ahora cerrado. Desde entonces, su economía se ha beneficiado de las minas de diamantes descubiertas por primera vez en la zona en 1931.

## Salud
Kenema y Bo son áreas endémicas de una fiebre hemorrágica tropical altamente contagiosa conocida como fiebre de Lassa. El Hospital Gubernamental de Kenema es el centro de un esfuerzo internacional para combatir la enfermedad con el apoyo de la Organización Mundial de la Salud (OMS) y la UNAMSIL. Se están instalando nuevos laboratorios para mejorar el diagnóstico rápido en el hospital, que ingresa entre 250 y 500 casos sospechosos por año.
En el año 2016, Kenema fue el origen y el primer lugar en Sierra Leona en reportar casos de ébola.
En 2020, la Organización Mundial de la Salud obtuvo una subvención de 500 000 € de la Corporación Alemana para la Cooperación Internacional para aumentar la capacidad de prueba de COVID-19 en Sierra Leona, que ya se estaba realizando en el Hospital Gubernamental de Kenema. La respuesta al COVID-19 en el hospital resultó en un gran desafío, principalmente debido a la escasez de equipos de protección para los trabajadores y debido a las huelgas laborales realizadas por los trabajadores del hospital